# Cască de pompier

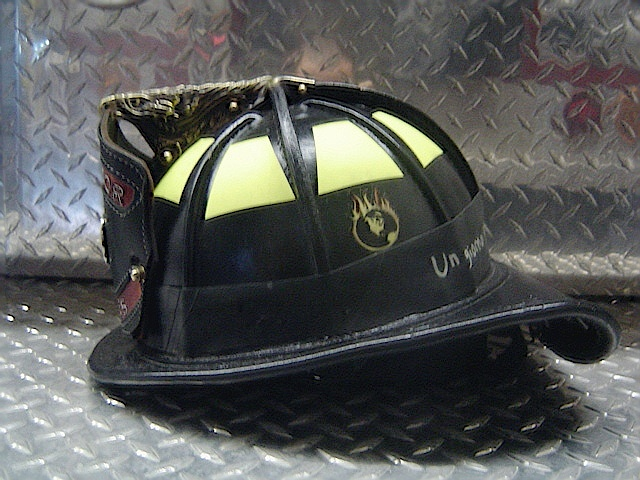
Cască a pompierilor americani

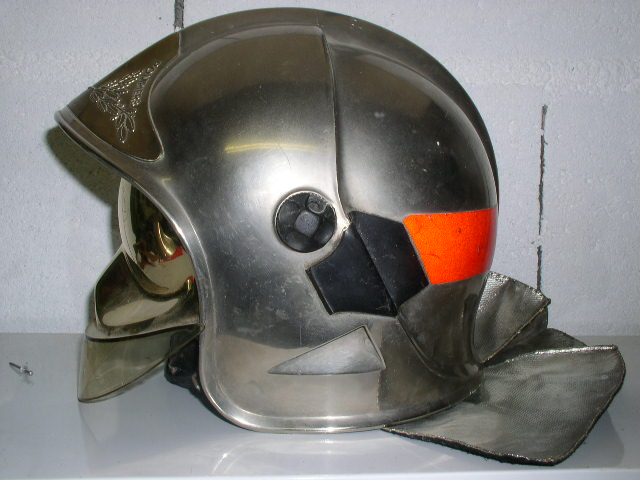
Cască tip F1 a pompierilor francezi

Casca de pompier este un accesoriu din cadrul echipamentului de protecție individuală utilizat de pompieri la incendii și în alte situații de urgență, pentru protecția capului împotriva loviturilor mecanice sau a electrocutării.
Casca de pompier poate fi de două tipuri: cu sau fără vizor.

## Galerie

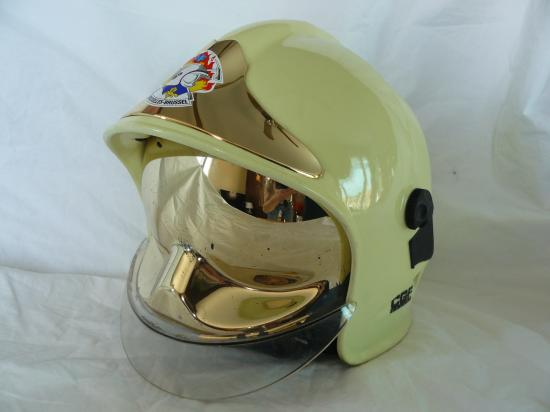
Cască a pompierilor belgieni
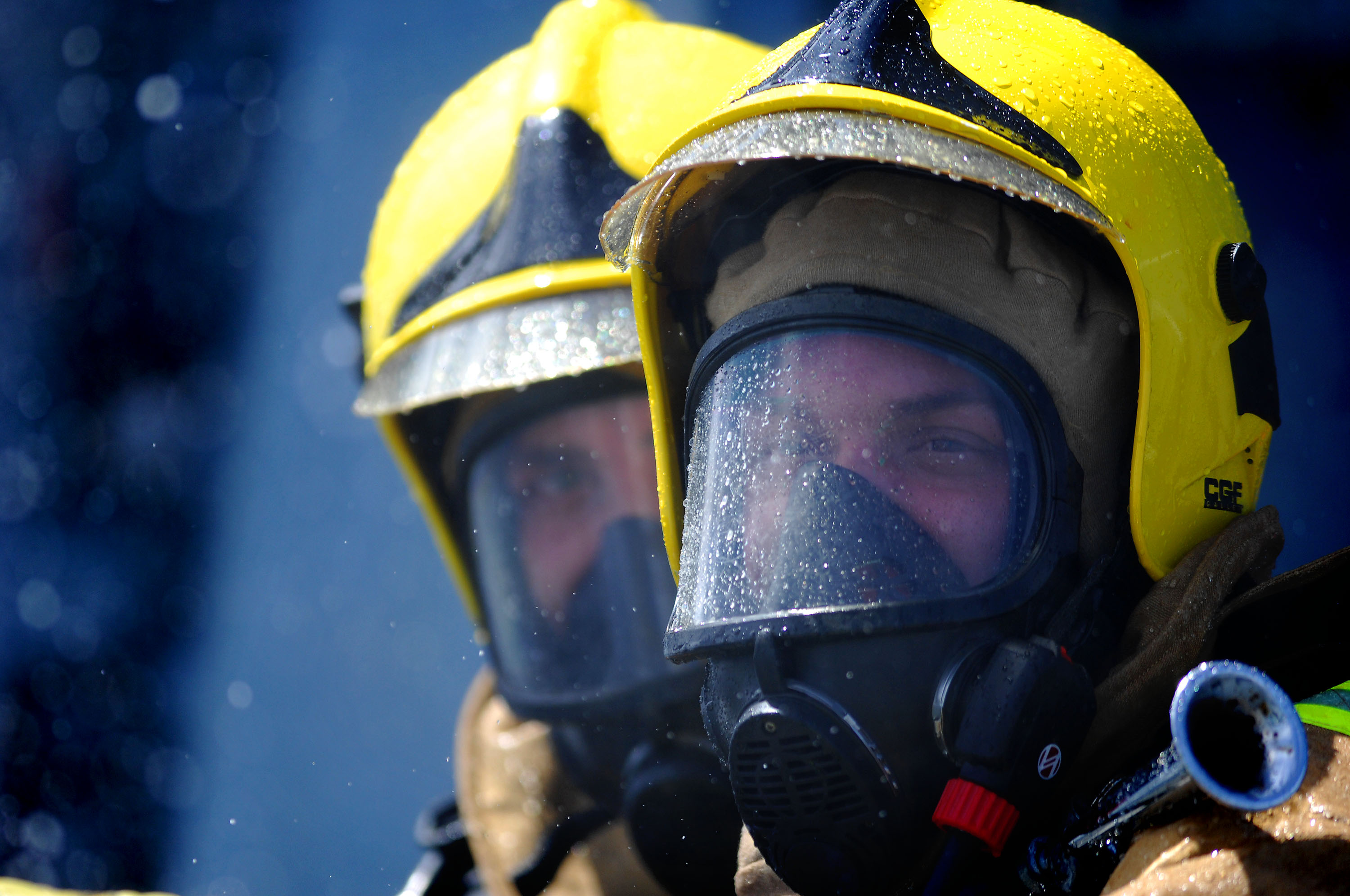
Cască folosită în Marea Britanie
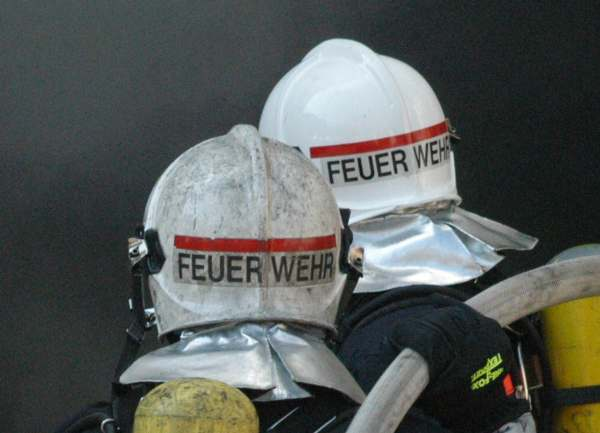
Pompieri din Viena (gâtul este protejat de un guler de aluminiu)
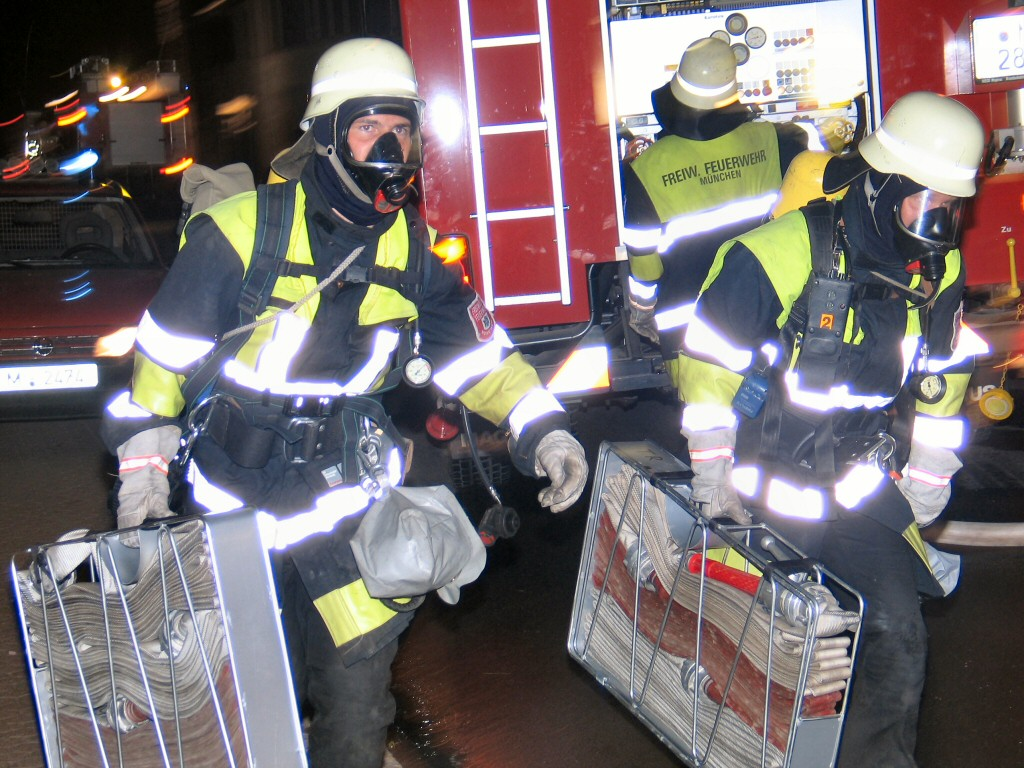
Pompieri din Germaniacu căști tipice arealului vorbitor de limbă germană